# Sebastian Gazurek
Sebastian Gazurek (* 18. Juni 1990 in Istebna) ist ein ehemaliger polnischer Skilangläufer.

## Werdegang
Gazurek, der für den NKS Trojwies Beskidzka startete, trat von 2006 bis 2015 vorwiegend beim Slavic-Cup an. Dabei kam er siebenmal aufs Podium und belegte 2011 den vierten Rang in der Gesamtwertung. Im März 2010 holte er in Szklarska Poręba im 30-km-Massenstartrennen seinen einzigen polnischen Meistertitel. Im November 2010 nahm er bei seinem ersten Weltcuprennen bei der Nordic Opening teil. Seine besten Platzierungen erreichte er bei den nordischen Skiweltmeisterschaften 2013 im Val di Fiemme waren der 60. Rang im Sprint und der 16. Platz mit der Staffel. Im Januar 2014 in Szklarska Poręba erreichte er mit dem 48. Platz im 15-km-Massenstartrennen seine bisher beste Weltcupeinzelplatzierung. Seine besten Resultate bei den Olympischen Winterspielen 2014 in Sotschi waren der 55. Platz über 15 km klassisch und der 15. Platz in der Staffel. Im Februar 2015 errang er bei den nordischen Skiweltmeisterschaften 2015 in Falun den 61. Platz über 15 km Freistil, den 42. Rang im Sprint und den 15. Platz mit der Staffel.